# Verticil

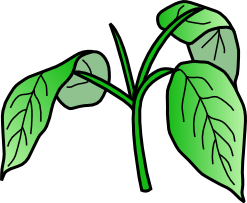
Frunze verticilate

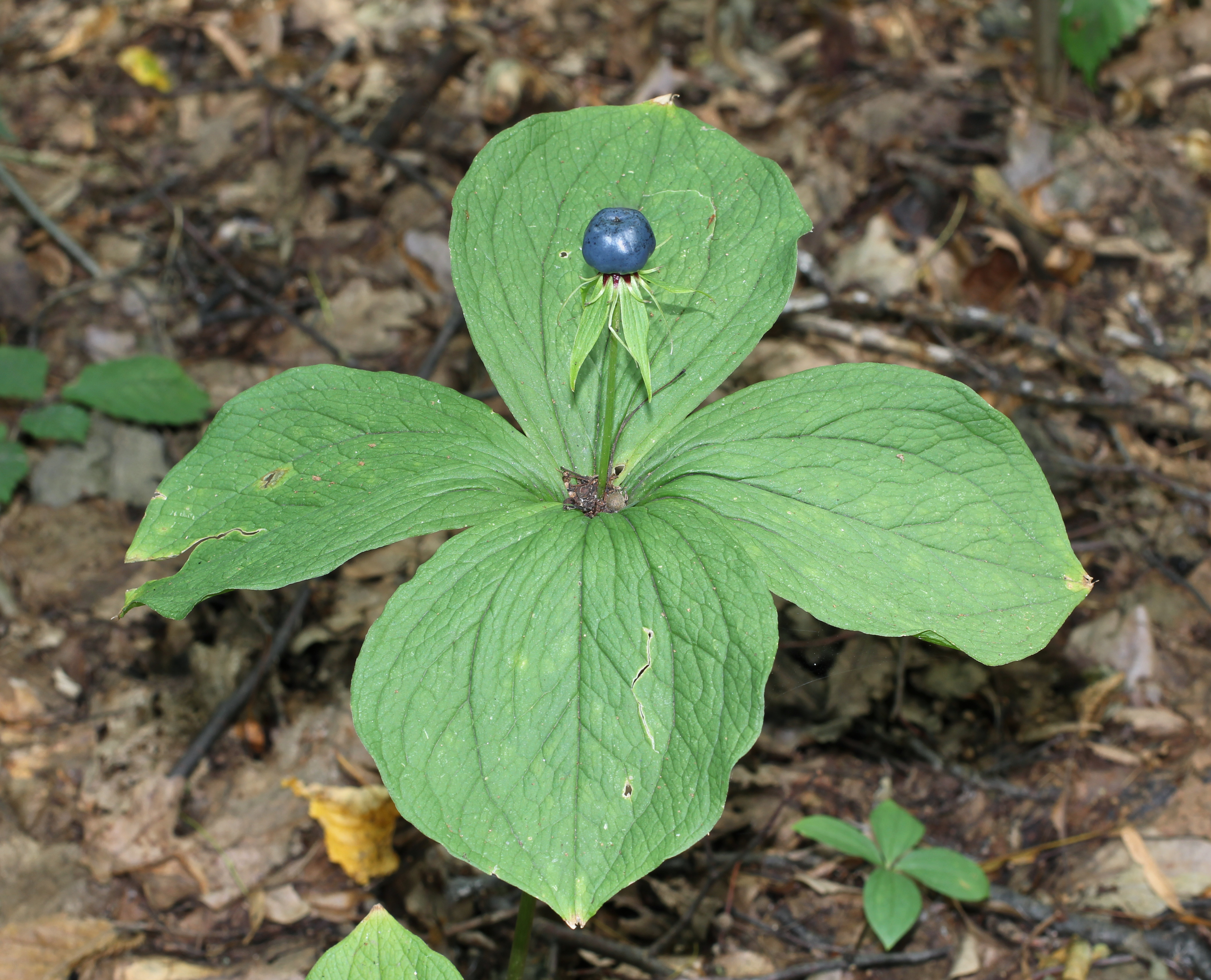
Frunze verticilate la dalac (Paris quadrifolia) dispuse câte 4 la un nod

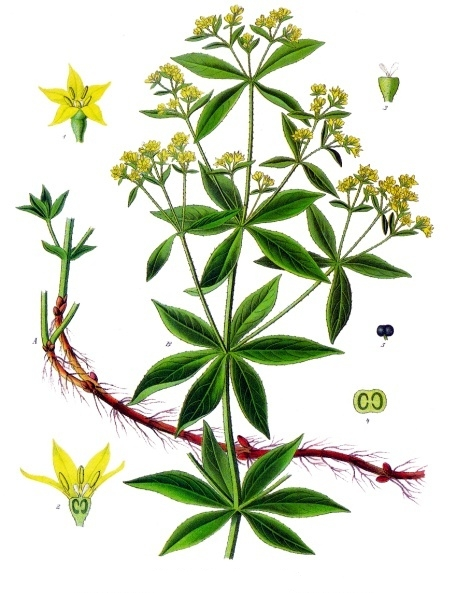
La roibă (Rubia tinctorum) frunzele sunt așezate verticilat câte 2-4-6 la un nod

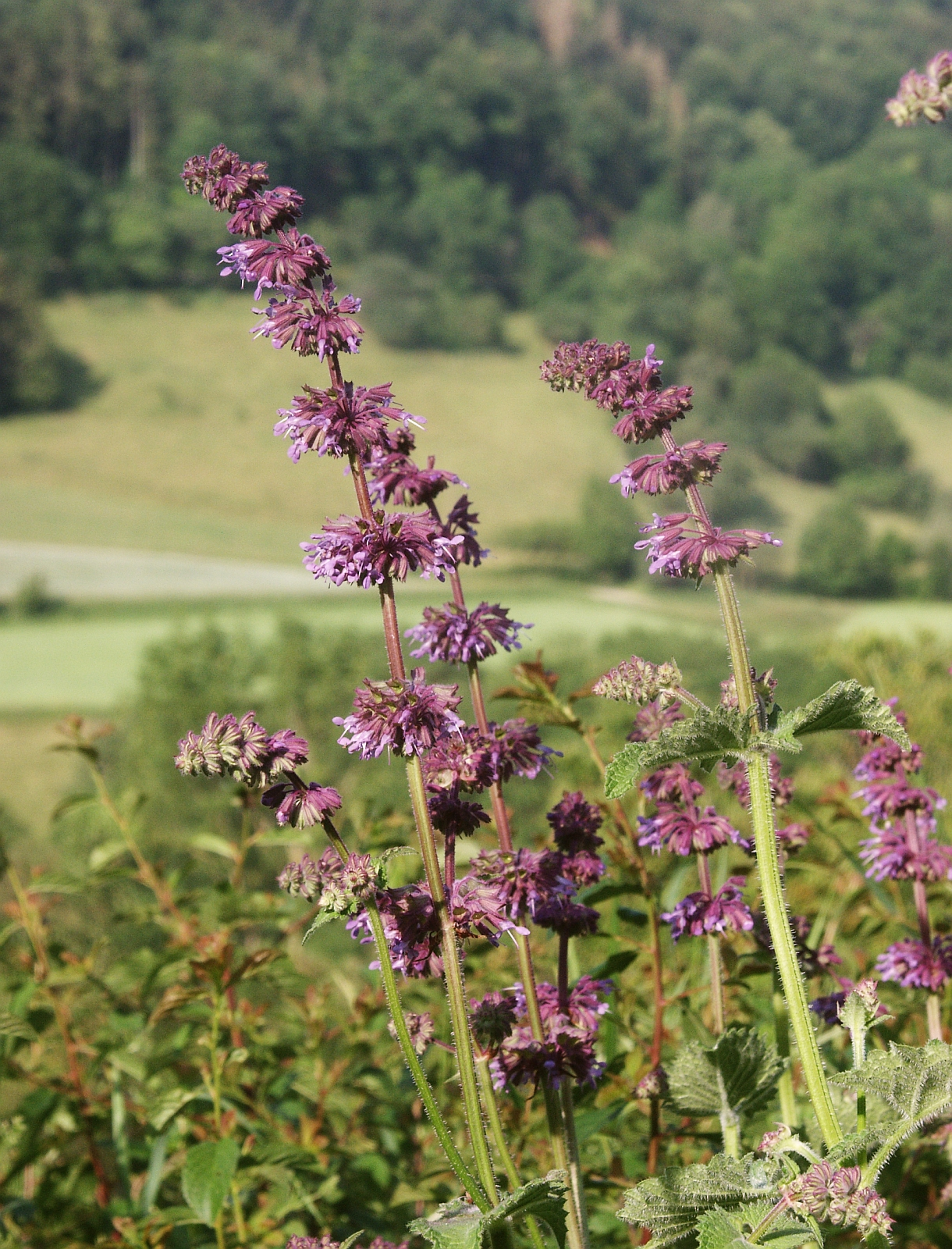
La urechea porcului (Salvia verticillata) florile sunt dispuse verticilat, câte 20-40 pe fiecare verticil

Verticil (din latina verticillus = verticil) sunt mai mult de două organe vegetale omoloage ale plantelor, de ex. un grup de frunze, flori, muguri sau peri care sunt dispuse în cerc la nivelul unui nod, în jurul unei axe comune, care alternează sau sunt suprapuse cu elementele altor verticile superioare sau inferioare acestuia.  Organe vegetale (flori, frunze, ramuri, peri, elementele unei flori) dispuse în verticile se numesc organe verticilate.
Frunzele verticilate sunt frunze dispuse câte trei sau mai multe, la depărtare egală între ele, în jurul nodului, realizând pe tulpină o spirala (dacă se află câte două față în față la același nod se numesc frunze opuse). Numărul frunzelor dintr-un verticil este variabil, trei la ienupăr (Juniperus communis) și la leandru (Nerium oleander), patru la dalac (Paris quadrifolia).  La vinariță (Galium odoratum) frunzele sunt dispuse verticilat, câte 6 spre bază și câte 8-9 în partea mijlocie și superioară a tulpinii. La roibă (Rubia tinctorum) frunzele sunt așezate câte 2-4-6 în verticile. Uneori numărul frunzelor într-un verticil poate fi și mai mare (specii de Galium, Equisetum etc.).
Florile la urechea porcului (Salvia verticillata) sunt dispuse verticilat, câte 20-40 pe fiecare verticil.
La leandru (Nerium oleander) mugurii sunt dispuși câte trei în jurul axului formând un verticil. Speciile cu muguri pot avea câteodată ramuri cu muguri verticilați, câte trei, ca la arțar (Acer platanoides), salba râioasă (Euonymus verrucosus). 
Perii la lumânărică (Verbascum phlomoides) sunt așezați verticilat.